# Huaycán de Cieneguilla
Huaycán de Cieneguilla es un sitio arqueológico ubicado en el distrito de Cieneguilla, en la ciudad de Lima, capital del Perú. Fue ocupado por el señorío Ychsma y anexada a los incas. Las construcciones están hecho en barro y la piedra. Abarca un área de 18 hectáreas. Fue declarado Patrimonio Cultural de Nación, el 12 de noviembre de 1999, mediante Resolución Directoral Nacional N.º 729-INC.

## Ubicación
Está situado en el valle del río Lurín, en el distrito de Cieneguilla, provincia de Lima.